# أغوستين ألفاريز والاس
أغوستين ألفاريز والاس (بالإسبانية: Agustín Álvarez Wallace) هو لاعب كرة قدم أوروغواياني، ولد في 20 أبريل 2001 في مونتيفيديو في الأوروغواي.

## وصلات خارجية
- أغوستين ألفاريز والاس على موقع Soccerway.com (الإنجليزية)
- أغوستين ألفاريز والاس على موقع عالم كرة القدم.نت (الإنجليزية)